# Monte Spalavera
Il monte Spalavera (1.534 m s.l.m.) o più semplicemente la Spalavera è una montagna delle Alpi Ticinesi e del Verbano nelle Alpi Lepontine.

## Storia

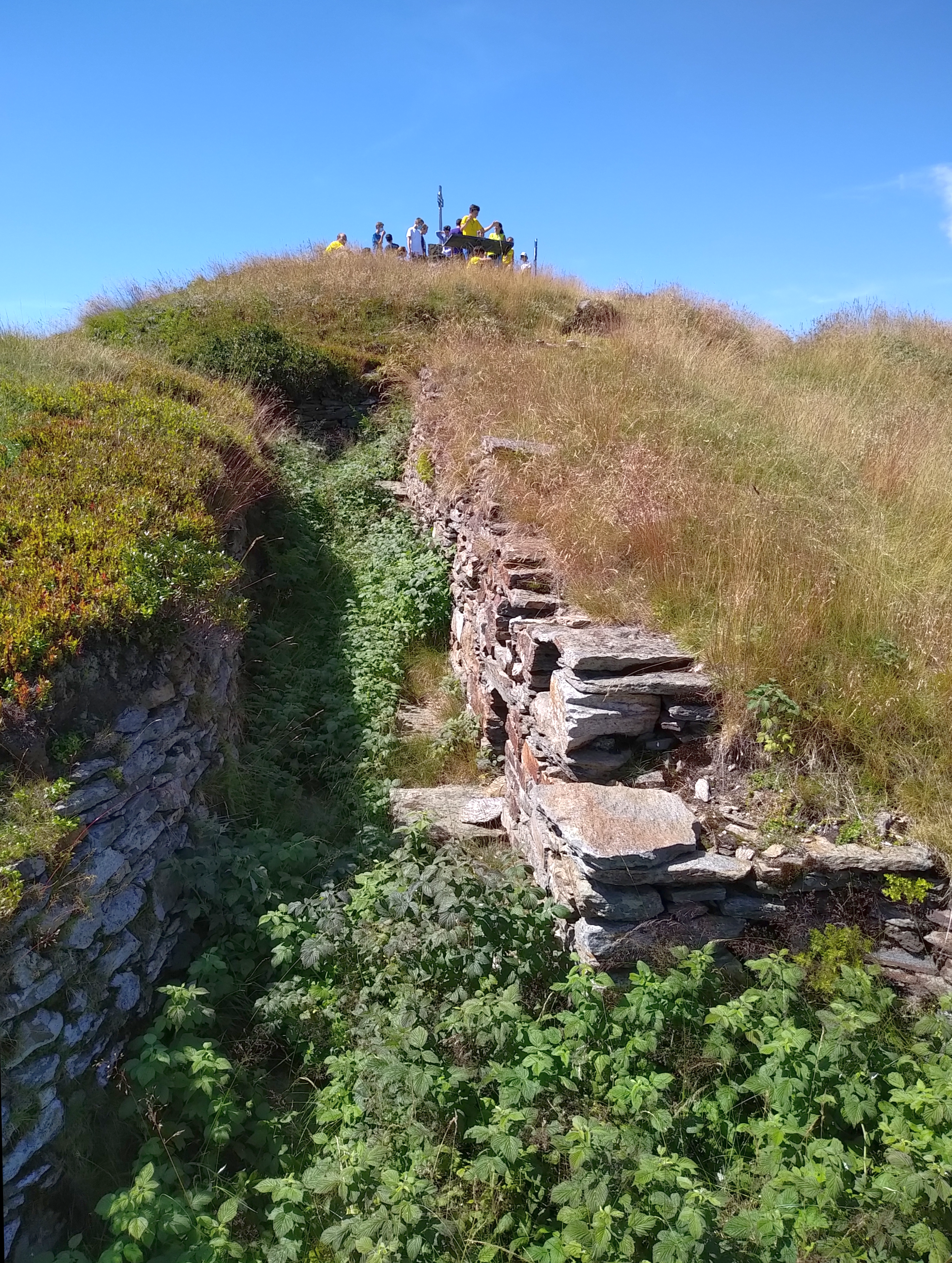
Vecchie trincee nei pressi della cima

I pascoli e i boschi attorno al monte Spalavera furono a lungo contesi tra le comunità di Trarego, Aurano, Oggebbio e Cannero, e la divisione del territorio circostante alla Spalavera che derivò infine da questo conflitto è all'origine dell'attuale disposizione dei confini comunali. Sul monte passava la cosiddetta Linea Cadorna, un sistema di fortificazioni concepito nel 1882 e realizzato poi tra la fine del XIX e l'inizio del XX secolo per proteggere la frontiera settentrionale italiana da possibili invasioni esterne, e in particolare dall'eventualità che le truppe francesi potessero attraversare la Svizzera nonostante la sua neutralità.

## Descrizione
Il monte Spalavera Si trova in Piemonte (Provincia del Verbano-Cusio-Ossola), tra la Val Cannobina, il vallone del Rio di Cannero e la Valle Intrasca (tutte e tre tributarie del Lago Maggiore). Lo spartiacque tra le valli Cannobina e Intrasca dalla Spalavera prosegue verso ovest con il monte Bavarione (1.505 m) e il passo del Folungo; verso sud-est dal monte si origina la cresta divisoria torrente San Giovanni (Valle Intrasca)/ Rio di Cannero, che scende all'Alpe Colle (1.238 m) e prosegue con il monte Morissolino (1.401 m). A nord est invece lo spartiacque Rio di Cannero / Cannobino scende al Pian d'Alpe e risale poi alla Cima d'Alpe (1.348 m). Amministrativamente la Spalavera è divisa tra i comuni di Trarego Viggiona (versanti settentrionale e orientale) e Aurano (versante sud-occidentale). Il punto culminante è segnalato da una croce di vetta.

## Accesso alla vetta

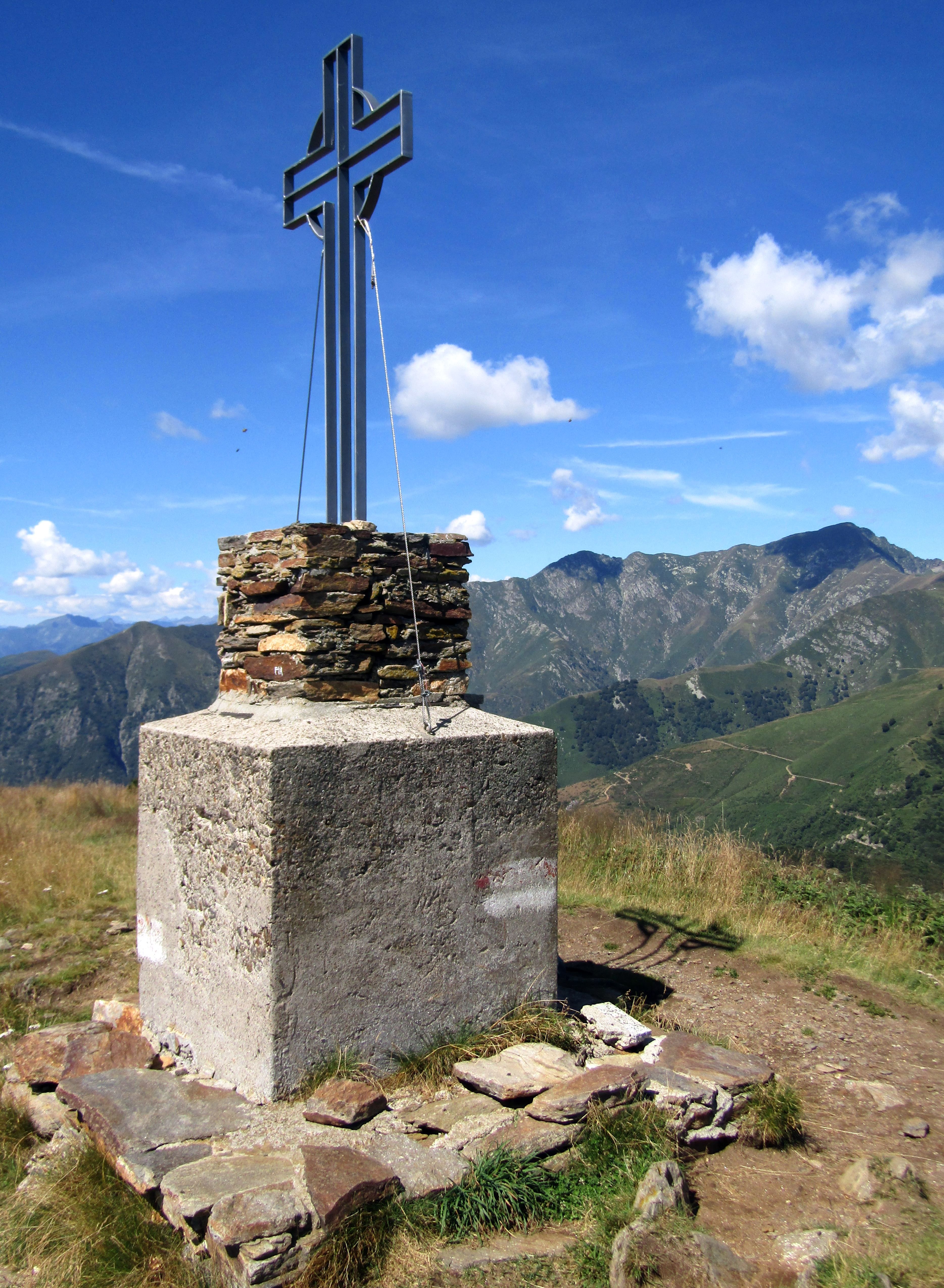
Croce di vetta

Si può salire a piedi o in mountain-bike sulla cima dalla Spalavera partendo dall'Alpe Colle e seguendo la vecchia strada militare di servizio per le trincee sulla cima del monte; in alternativa si può utilizzare un sentiero che sale da Pian d'Alpe per il crinale nord-orientale.

## Tutela naturalistica
Il versante sud-occidentale della montagna fa parte del Parco nazionale della Val Grande.